# Lord Sutch and Heavy Friends
Lord Sutch and Heavy Friends é o álbum de estréia do músico Screaming Lord Sutch, sendo gravado em Setembro de 1969 no Mystic Studios (Hollywood) e lançado pela gravadora Cotillion Records, em 1970.
O álbum contou com a contribuição de Jimmy Page (Led Zeppelin) que produziu, compôs e tocou no álbum. Também participaram o baterista John Bonham (Led Zeppelin), o guitarrista Jeff Beck (The Yardbirds), o baixista Noel Redding (The Jimi Hendrix Experience), o tecladista Nicky Hopkins, o guitarrista Deniel Edwards, o baixista Rick Brown (The Savages) e o baterista Carlo Little (The Savages). Muitos dos músicos tinham sérias dúvidas sobre o álbum. Eles estavam sob o pressuposto de que as gravações eram de qualidade demo tape. Como resultado os artistas repudiaram o projeto e o álbum teve péssimas vendas. Ele também prejudicou seriamente a reputação Sutch com os músicos envolvidos.
A crítica negativa publicada na revista Rolling Stone descreveu o álbum como "absolutely terrible" ("muito horrível") e lamentou que, por conta das restrições do projeto, o uso de músicos talentosos soou "como uma paródia deles mesmos".
Este álbum também foi lançado com o nome de "Smoke and Fire".

## Faixas

### Lado 1
1. "Wailing Sounds" (Jimmy Page, Sutch)– 2:38
2. "'Cause I Love You" (John Bonham, Edwards, Jimmy Page, Sutch) – 2:46
3. "Flashing Lights" (Jimmy Page, Sutch) – 3:14
4. "Gutty Guitar" (Sutch) – 2:33
5. "Would You Believe" (Jay Cee) - 3:20
6. "Smoke and Fire" (Sutch) - 2:38

### Lado 2
1. "Thumping Beat" (Jimmy Page, Sutch) – 3:07
2. "Union Jack Car" (Jimmy Page, Sutch) – 3:03
3. "One for You, Baby" (Sutch) – 2:44
4. "L-O-N-D-O-N" (Sutch) – 2:56
5. "Brightest Light" (Jay Cee, Sutch) - 3:57
6. "Baby, Come Back" (Jimmy Page, Sutch) - 2:31

## Músicos
- Jimmy Page – Guitarra e Guitarra Semi-Acústica, Backing Vocals e Produtor
- Jeff Beck - Guitarra em "Gutty Guitar"
- John Bonham – bateria, Percussão e Backing Vocals
- Nicky Hopkins - Piano e teclados
- Kent Henry - Violão
- Noel Redding - Baixo
- Rick Brown - Baixo
- Deniel Edwards - Guitarra e Baixo
- Martin Kohl - Baixo
- Carlo Little - Bateria em "Gutty Guitar"
- Bob Metke - Bateria
- Tommy Caccetta - Engenheiro de Som

## Paradas daRevista Billboard
Álbum
| Ano  | Parada        | Posição |
| ---- | ------------- | ------- |
| 1970 | Billboard 200 | 84      |